# Pelgyi Yönten
| Tibetische Bezeichnung                                 |
| ------------------------------------------------------ |
| Tibetische Schrift: bran ka dpal gyi yon tan           |
| Wylie-Transliteration: ban de chen po dpal gyi yon tan |
| Chinesische Bezeichnung                                |
| Vereinfacht: 班第钦布贝吉云丹                          |
| Pinyin:Bandi Qinbu Beijie Yundan                       |

Pelgyi Yönten (tib.: ban de chen po dpal gyi yon tan; 9. Jhd.) war ein tibetischer Mönchsbeamter aus der Zeit der Früheren Verbreitung der Lehre (bstan pa snga dar).
Er diente als Banchenpo (ban chen po, „Mönchsminister“) während der Herrschaft von Ralpachen (ral pa can).
In der Chronik des Butön (bu ston chos 'byung), den Roten Annalen (deb ther dmar po) und der Chronik des Pawo Tsuglag Threngwa oder Freudenfest der Gelehrten (chos 'byung mkhas pa'i dga' ston u. a.) des 2. Pawo Rinpoche Tsuglag Threngwa (dPa' bo gTsug lag Phreng ba; geb. um 1504; gest. um 1566) wird über ihn berichtet. Das letztgenannte Werk gibt die Umstände seiner Flucht in den Norden vor Wa Taknachen (dba'as stag rna can), seine Gefangennahme, grausame Folterung und Tötung wieder.